# سيلادوبا
سيلادوبا (بالإنجليزية: Ciladopa)‏ (AY-27,110)؛ هو ناهضٌ للدوبامين، له بنية كيميائية مماثلة لبنية الدوبامين. لقد كان تحت التجربة لاستخدامه عاملًا مضادًا للباركنسون، إلا أنه مُنِع بسبب قدرته على سرطنة القوارض.